# Sjöslaget vid Kolberger Heide
Sjöslaget vid Kolberger Heide var ett sjöslag under Torstensonskriget där Sverige och Danmark ställdes mot varandra. Den danske kungen Kristian IV sårades under slaget. Den danska flottan utgjordes av 40 skepp med cirka 927 kanoner och den svenska flottan bestod av 34 skepp med cirka 1018 kanoner samt 7 brännare. 

## Bakgrund
Sverige hade utnyttjat sin starka militära ställning under det pågående trettioåriga kriget till att inleda ett anfallskrig mot Danmark med syftet att göra territoriella erövringar. Den i Tyskland stående svenska armén under Lennart Torstensson anföll norrut och erövrade hela Jylland. Torstenssons framgångar har gjort att kriget i efterhand kom att kallas Torstenssons krig. Då Torstensson inte nådde till Själland och Köpenhamn och de svenska styrkor som ryckte fram och anfallit Skåne inte heller förmådde korsa Öresund kom de båda ländernas flottor att spela en nyckelroll. Med danskt sjöherravälde skulle svenskarna få svårt att nå ett avgörande till lands. Med svensk kontroll över de danska vattnen stod å andra sidan den danska huvudstaden oskyddad mot anfall från de starkare svenska landkrafterna.  

## Utgångsläge
l juli låg huvuddelen av den svenska flottan till ankars utanför och något öster om Fehmarns norra udde, efter att ha intagit Fehmarn, då danska flottan, som kom från Öresund för god vind, blev synlig klockan 9 på morgonen. Det var första gången sedan Nordiska sjuårskriget och efter lång tids  danskt välde i Östersjön som de två ländernas flottor skulle mäta krafter i en större drabbning. Fleming satte segel, men höll sig fortfarande norr om Fehmarn i avvaktan på vad danska flottan skulle göra. Då denna vid 12-tiden var nära, satte Klas Fleming kurs västvart. 
Den ställning kung Kristian IV intog i sin flotta är inte tydlig: han förde 3:e eskadern, under det att riksamiralen Jørgen Vind förde, såsom generalamiral, 1:a eskadern, avantgardet. 
Efter hand som den svenska flottan tagit sig förbi Fehmarns norra udde, gick Fleming upp i bidevind för babords halsar och pressade sig härigenom mellan Fehmarn och ett väster om ön liggande sandgrund. Danska flottan följde efter men vågade inte styra så nära land, utan gick i lä utanför grundet. Genom denna djärva manöver kom Fleming i lovart om danska flottan. Härav drog han fördel och höll av till ett första anfall. Genom att skickligt utnyttja vinden, som småningom drog sig över mot syd till västlig, höll han sig hela dagen i lovart om fienden och förde härunder sin flotta ännu tre gånger till anfall. Vid fjärde anfallet upphörde stridigheterna dock, eftersom mörkret föll på. 
Under natten ankrade danska flottan öster om Fehmarn för att reparera sina skepp. Fleming sökte följande dag förgäves fienden, där striden stått, för en ny batalj och gick därefter till Kielfjorden för att reparera. I jämförelse med sjöstriderna under Nordiska sjuårskriget, vilka avgjordes genom blodiga äntringar, var förlusterna i detta slag obetydliga: omkring 200 man i döda och sårade vid danska flottan och ungefär hälften så många vid den svenska flottan. Inget fartyg erövrades, och inga fångar togs.  
Chistian IV som befann sig på sitt flagskepp Trefoldigheden, blev under striden träffad av en granatskärva och föll blödande  omkull och man trodde han var död. Han reste sig dock strax och uppmanade till fortsatt kamp, men han hade förlorat synen på sitt högra öga. Den danska folksången Kong Christian stod ved højen mast hänför sig till denna strid. Kungens uppträdande i slaget var trots allt av underordnad betydelse. 
Striden försiggick uteslutande medelst en primitiv artillerield: ammunitionsutdelningen var i svenska flottan endast 30 skott per kanon. Denna omständighet och fartygschefernas brist på övning förklarar de ringa förlusterna, och att slaget blev oavgjort. Men inte desto mindre är denna sjöstrid den första i Norden, där befälhavarna på båda sidor – Fleming och Vind – ledde sina flottors rörelser inte endast till den första sammandrabbningen, utan även under stridens gång. I taktiskt hänseende är därför slaget l juli 1644 banbrytande. Jørgen Vind (chefen för avantgardet) blev dock dödligt sårad.

## Resultat
Inget avgörande hade kommit till stånd av striderna. Den danska flottan lyckades dock genom de efterföljande manövrerna spärra in den svenska flottan i Kielfjorden. Inspärrningen varade en hel månad, men den 1 augusti lyckades svenskarna, under amiral Carl Gustaf Wrangel, smita ut i Östersjön. Den danske amiralen Peder Galt fick bära skulden till detta och blev dömd till döden. Det danska riksrådet lät dock benåda honom, men kungen ville inte låta honom slippa undan och han blev därför slutligen avrättad.

## Deltagande skepp

### Danmark
Första eskadern:

Patientia 48 (1. eskaderns flaggskepp)

Oldenborg 42

Stormar 32

Fides 28

Svan 26

Prinds Christian (handelsfartyg)

Lam 16

Havhest 14

Jomfrusvend 6

Ørn 4

Andra eskadern:

Tre Løver 46

Lindorm 38

Kronet Fisk 20

Emanuel (handelsfartyg)

Forgyldte Stokfisk (handelsfartyg)

S. Jacob (handelsfartyg)

S. Peter (handelsfartyg)

Hvide Björn 14

Sorte Björn 14

Postillion 14

Tredje eskadern:

Trefoldighed 48 (3. eskaderns flaggskepp)

Pelican 36

Graa Ulv 30

Norske Løve 30

Neptunus 28

Sorte Rytter 24

Tvende Løver 22

Josua (handelsfartyg)

Hollandske Fregat 12

Højenhald 8

Fjärde eskadern:

St Sophia 40 (4. eskaderns flaggskepp)

Tre Kroner 30

Delmenhorst 28

Nelleblad 24

Røte Gans (handelsfartyg)

Unge Ulv (handelsfartyg)

Markat 16

Gak Med 12

Samsons Gallej 9

Flyvende Hjort 8

De danska handelsfartyg var i snitt beväpnade med 20 kanoner var.

### Sverige
Avantgarde:

Scepter 58 (Avantgardets flaggskepp)

Drake 40

Göteborg 36

Leopard 36

Rafael 36

Jupiter 34

Regina 34 (Abraham Duquesne)

Smålands Lejon 32

Katta 22

Tiger 18

Måne 16

2 brännare

Center:

Krona 68 (Centerns flaggskepp)

Nyckel 34

Stockholm 34

Samson 32

Apollo 26

Merkurius 26

Salvator 26

Vestervik 26

Vestgöta Lejon 26

Rekompens 22

Svan 22

St Jakob 12

2 brännare

Arriärgarde:

Göta Ark 72 (Arriärgardets flaggskepp)

Svärd 32

Mars 30

Andromeda 26

Jägare 26

Vesterviks Fortuna 24

Akilles 22

Enhorn 18

Falk 18

Gamla Fortuna 18

Papegoja 12

3 brännare

Deltagande brännare: Meerman, Caritas, Meerweib, Bona, Jungru,  St Mikael samt en ytterligare.